# 스벤베르틸 타우베
스벤베르틸 군나르 에베르트 타우베(스웨덴어: Sven-Bertil Gunnar Evert Taube, 1934년 11월 24일~2022년 11월 11일)는 스웨덴의 배우, 가수이다.

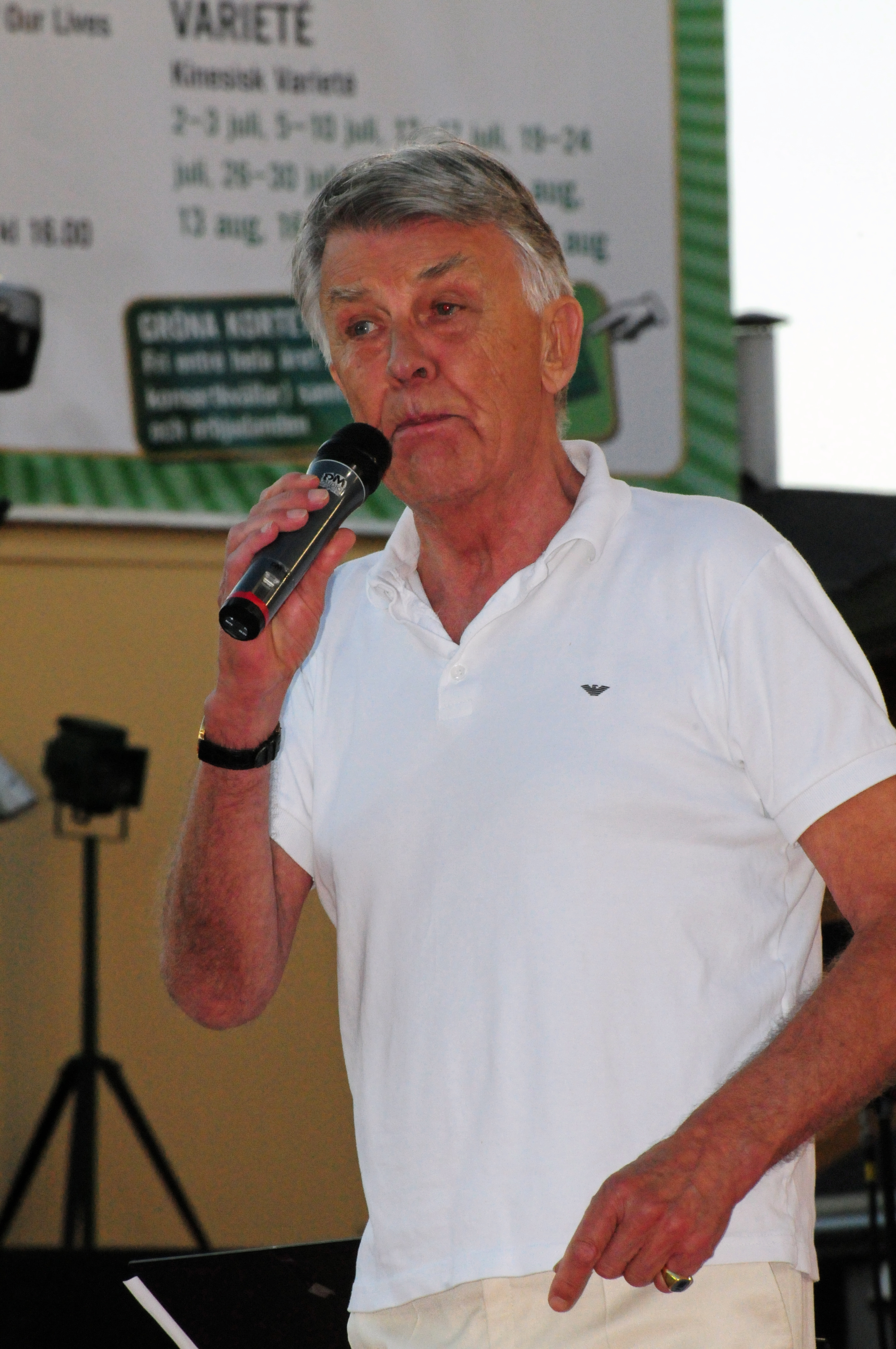
2009년의 타우베

타우베는 스톡홀름에서 태어났다.

## 출연

### 영화
- 아이 러브 유 - 어 디볼스 코미디 (2016년)
- 체이싱 더 윈드 (2013년)
- 앙티브행 편도 (2011년) - 조지 역
- 밀레니엄 제1부 - 여자를 증오한 남자들 (2009년) - 헨리크 반예르 역
- 글래디에이터 - 템플 기사단 (2007년)
- 런던의 악령 (2004년) - 라스 역
- 삶을 위해 뛰어라 (2000년)
- 예루살렘 (1996년)
- 고모론 (1992년) - 게스트 역
- 독수리 착륙하다 (1976년)
- 허리케인 작전 (1970년)